# Rieselfeld
Rieselfeld es un barrio en el oeste de Friburgo de Brisgovia en Baden-Wurtemberg, Alemania que fue creado en 1995. El nombre Rieselfeld refiere a la utilización anterior del terreno. Es un término alemán que significa tanto como campo donde se eliminan aguas residuales.

## Enlaces
- Wikimedia Commons alberga una categoría multimedia sobre Friburgo Rieselfeld.
- Páginas Badenses: Vistas de Rieselfeld